# Bulgária az 1952. évi téli olimpiai játékokon
Bulgária a norvégiai Oslóban megrendezett 1952. évi téli olimpiai játékok egyik részt vevő nemzete volt. Az országot az olimpián 2 sportágban 10 sportoló képviselte, akik érmet nem szereztek.

## Alpesisí
Férfi
| Versenyző         | Versenyszám      | 1. futam | 1. futam | 2. futam | 2. futam | Összesítés | Összesítés |
| Versenyző         | Versenyszám      | Idő      | Hely.    | Idő      | Hely.    | Idő        | Helyezés   |
| ----------------- | ---------------- | -------- | -------- | -------- | -------- | ---------- | ---------- |
| Dimitri Atanaszov | Műlesiklás       | 1:18,7   | 60.      | kiesett  | kiesett  | kiesett    | kiesett    |
| Georgi Dimitrov   | Lesiklás         |          |          |          |          | 2:49,9     | 30.        |
| Georgi Dimitrov   | Műlesiklás       | 1:07,0   | 32.*     | kizárták | kizárták | kiesett    | kiesett    |
| Georgi Dimitrov   | Óriás-műlesiklás |          |          |          |          | 2:59,5     | 53.        |
| Dimitar Drazsev   | Lesiklás         |          |          |          |          | 2:55,6     | 39.*       |
| Dimitar Drazsev   | Műlesiklás       | 1:10,1   | 45.      | kiesett  | kiesett  | kiesett    | kiesett    |
| Dimitar Drazsev   | Óriás-műlesiklás |          |          |          |          | 3:17,6     | 72.        |
| Georgi Mitrov     | Lesiklás         |          |          |          |          | 3:44,5     | 64.        |
| Georgi Mitrov     | Műlesiklás       | 1:22,8   | 69.      | kiesett  | kiesett  | kiesett    | kiesett    |
| Georgi Mitrov     | Óriás-műlesiklás |          |          |          |          | 3:07,4     | 65.        |

* - egy másik versenyzővel azonos eredményt ért el

## Sífutás
Férfi
| Versenyző                                               | Versenyszám     | Eredmény      | Helyezés      |
| ------------------------------------------------------- | --------------- | ------------- | ------------- |
| Hriszto Doncsev                                         | 50 km           | 4:30:35       | 25.           |
| Vaszil Gruev                                            | 18 km           | 1:12:43       | 49.           |
| Petar Nikolov                                           | 18 km           | 1:14:35       | 60.           |
| Ivan Sztajkov                                           | 18 km           | 1:12:47       | 50.           |
| Borisz Sztoev                                           | 18 km           | 1:11:46       | 42.           |
| Ivan Sztajkov Petar Kovacsev Vaszil Gruev Borisz Sztoev | 4 × 10 km váltó | nem ért célba | nem ért célba |